# Uniforme de la selección de fútbol de Corea del Sur
El uniforme de la selección de fútbol de Corea del Sur se compone de una de una camiseta rojo (color principal) y pantalones blancos, con medidas negras o igualmente blancas.

## Evolución cronológica
| 1948-1954 Local (N/A)      | 1954 Local (1954 WC)           | 1954 Visitante (1954 WC)      | 1954-1959 Local (N/A)         | 1960 Local (1960 AC)          | 1961-1968 Local (N/A)         | 1970-1977 Local (N/A)          | 1978-1979 Local (N/A)         | 1985-88 Local (1986 WC)       | 1984-88 Visitante (1986 WC)   |
| 1988-89 Local (1988 OG)    | 1988-1990 Visitante (1990 WCQ) | 1990-1992 Local (1990 WC)     | 1990-1992 Visitante (1990 WC) | 1990-1992 Visitante (1990 DC) | 1992-1993 Local (1992 OG)     | 1992-1993 Visitante (1992 OG)  | 1993-1994 Local (1994 WCQ)    | 1993-1994 Visitante (1994 WC) | 1994 Local (1994 WC)          |
| 1994 Third (1994 WC)       | 1994-1995 Local (1994 AG)      | 1994-1995 Visitante (1994 AG) | 1994-1995 Local (1995 KC)     | 1995 Visitante (1995 KC)      | 1995-1996 Local (1996 OGQ)    | 1995-1996 Visitante (1996 OGQ) | 1996-1998 Local (1996 OG)     | 1996-1998 Visitante (1996 OG) |                               |
| 1998-2002 Local (1998 WC & | 1998-2002 Visitante 2000 OG)   | 2002-2004 Local (2002 WC)     | 2002-2004 Visitante (2002 WC) | 2004-2006 Local (2004 OG)     | 2004-2006 Visitante (2004 OG) | 2006-2008 Local (2006 WC)      | 2006-2008 Visitante (2006 WC) | 2008-2010 Local (2008 OG)     | 2008-2010 Visitante (2008 OG) |
| 2010–2012 Local (2010 WC)  | 2010–2012 Visitante (2010 WC)  | 2012–2014 Local (2012 OG)     | 2012–2014 Visitante (2012 OG) | 2014–2016 Local (2014 WC)     | 2014–2016 Visitante (2014 WC) | 2016–2017 Local (2016 OG)      | 2016–2018 Visitante (2016 OG) | 2018–2020 Local (2018 WC)     | 2018–2020 Visitante (2018 WC) |
| 2020–2022 Local            | 2020–2022 Visitante            | 2022–2024 Local (2022 WC)     | 2022–2024 Visitante (2022 WC) | 2024–Actual Local             | 2024–Actual Visitante         |                                |                               |                               |                               |

## Combinaciones
| 1998 WC (vs México) | 2004-2006 Local (2004 OG)                | 2004 (vs Vietnam)         | 2006-2008 Local (2006 WC) (vs Francia) | 2006-2008 Visitante (2006 WC) | 2008-2010 Local (2008 OG) | 2008-2010 Visitante (2008 OG) | 2010 (vs Uruguay) | 2011 (vs Baréin, Irán y Uzbekistán) |
| 2013 (vs Croacia)   | 2016–2018 (vs Irán, Colombia y Moldavia) | 2016–2018 (vs Uzbekistán) | 2016–2018 (vs Marruecos)               |                               |                           |                               |                   |                                     |

 1. En 1996, Corea del Sur usó ese uniforme con el logo de Rápido en los primeros partidos y después con el logo de Nike..

### Portero
| 1985-86 (1986 WCQ) | 1986 Local (1986 WC) | 1986 Alternativo (1986 WC) | 1989-90 (1990 WCQ) | 1990 Local (1990 WC) | 1990 Alternativo (1990 WC) | 1993 (1994 WCQ) | 1994 Local (1994 WC) | 1996-98 Local (1996 AC) | 1996-98 Alternativo (1996 AC) |

| 1998 Local (1998 WC) | 1998 Alternativo | 2001-02 Local (2001 CC) | 2001-02 Alternativo (Copa Carlsberg 2001) | 2002 Local (2002 WC) | 2002 Alternativo | 2002 Tercero | 2004-06 | 2004-06 | 2004-06 |

| 2006 Oficial (2006 WC) | 2006 Alternativo (2006 WC) | 2006 Tercero (2006 WC) | 2008-09 | 2008-10 | 2008-09 | 2010-11 Local (2010 WC) | 2010-11 Alternativo (2010 WC) | 2010-11 Tercero (2010 WC) | 2012-13 |

| 2012-13 | 2012-13 | 2014-15 Local (2014 WC) | 2014-15 Alternativo (2014 WC) | 2014-15 Tercero (2014 WC) | 2016-18 Local | 2016-18 Alternativo | 2016-18 Tercero | 2016-18 Cuarto | 2018-20 Local (2018 WC) |

| 2018-20 Alternativo (2018 WC) | 2018-20 Tercero (2018 WC) | 2020-22 Local | 2020-22 Alternativo | 2020-22 Tercero | 2022- Local | 2022- Alternativo | 2022- Tercero |  |  |

## Proveedores y patrocinadores
| Periodo       | Patrocinadores                               | Notas |
| ------------- | -------------------------------------------- | --- |
| 1977–1985     | Adidas, Asics PROSPECS, Kolon Activ, Weekend | Adidas fue el primer patrocinador de la Selección Surcoreana, en los años, los patrocinadores se alternaban. |
| 1985–1988     | Weekend                                      | Marca de Moda deportiva de Samsung C&T Corporation                                                           |
| 1988–1995     | Rápido                                       | Weekend fue renominada "Rápido" en enero de 1988                                                             |
| 1995–presente | Nike                                         | |